# Àurea de Sarrà
Àurea de Sarrà (Barcelona, 27 de febrer de 1889 – Arenys d'Empordà, 29 de desembre de 1974), nom artístic d'Àurea Serra i Adrià, fou una ballarina catalana que gaudí d'un gran reconeixement durant la dècada dels anys vint del segle passat. És un exponent del corrent innovador que es donà en la dansa de principis de segle i que seguí un grup reduït de ballarines, com Tórtola Valencia i Josefina Cirera. Així, Àurea Sarrà s'identifica plenament amb la dansa lliure d'Isadora Duncan i amb l'estètica inspirada en la Grècia hel·lènica. També hi influeixen altres factors, com l'actriu Sarah Bernhardt, i l'ambient cultural i l'ideari artístic del Noucentisme.
Dona de gran cultura i fervent enamorada del món clàssic, en les seves coreografies dona vida a heroïnes bíbliques i a deesses de la mitologia, com Salomé, Níobe (filla de Tàntal), Demèter, Circe, Fedra o Salambô, acompanyada de música de Chopin, Grieg, Paderewski, Granados, Schumann, Liszt o Bach. El seu treball, a diferència del de Tórtola Valencia, s'entén com un art elevat, espiritual i sublim, amb moviments carregats de contingut i extraordinaris cants plàstics.

## Biografia

### Joventut
Va néixer a Barcelona oficialment com a filla de pares desconeguts, no quedant registrat ni el nom de la mare. El jutge del Jutjat Universitat li va imposar el cognom de Serra -només un cognom- i els noms d'Àurea Salvadora Emília, coincidint aquest tercer amb el nom de la veritable mare, Emília Adrià i Serra, es va unir al ric farmacèutic català-cubà Josep Sarrà i Català, a qui sovint s'ha atribuït erròniament la paternitat de l'artista. De fet, l'Àurea va néixer onze anys més tard de la mort del farmacèutic, que s'havia produït el 10 de desembre de 1877. En néixer, el jutge va entregar la custodia d'Àurea a la llevadora, Josepa Campmany, casada i que vivia al primer pis del número 9 del carrer Peu de la Creu de Barcelona.
El fet que de gran Àurea adoptés el nom artístic de Sarrà ha contribuït a alimentar el malentès que era filla del farmacèutic. Àurea adoptà el nom arran de l'estreta relació que tingué amb la seva germanastra Emília Sarrà, filla de la seva mare i de l'esmentat farmacèutic. La mare, Emília Adrià, va morir soltera a Barcelona als 41 anys, de pneumònia, l'11 de setembre de 1901.
A partir de l'any 1891, l'Àurea se'n va a viure a Badalona a casa de la parella formada per Josep Batlle i Rosa Arquer que actuaren com a pares adoptius de la noia. En aquesta casa, situada a l'actual carrer del canonge Baranera, hi romandria fins a l'any 1910 quan, arran de la mort sobtada del seu pare adoptiu, es traslladà a viure a Barcelona amb la seva germanastra.
La seva formació va ser totalment autodidacta. Estigué molt influenciada per la ballarina americana que havia revolucionat la dansa, Isadora Duncan, i també per Eleonora Duse, amb qui la comparaven. Tenia una forta personalitat; era alta i rossa, cosa que la feia molt atractiva, i era una apassionada de les dones de la mitologia grecollatina.
En el primer decenni del segle xx, coincidint amb la moda d'Isadora Duncan i de l'estetisme classicitzant, va presentar unes danses anomenades «Cants plàstics». Vestida amb un pèplum i una corona d'espigues i descalça, pretenia reviure la dansa grega, basada, segons ella, en el ritme i a la vegada en l'expressió. També creà les «Danses Tràgiques», «Danses de fantasia», «La favorita de Ramsés», «La dansarina del rei». Sovint, entre dansa i dansa, actrius o ella mateixa recitaven poemes.

### Èxit (1920-1927)
El 1920 debutà a Madrid al Teatro Eslava i a continuació actuà en diverses capitals europees com París (1921), on va ser honorada amb el nom de «Gran tràgica de la dansa, i Londres (1923). Va inspirar i serví de model a Josep Clarà, que, el 1921, feu un dibuix que la representa. Una mica més tard, emprengué una gira per Hispanoamèrica (Buenos Aires, 1924) i de tornada a Europa, actuà, sobretot a Egipte i Itàlia, països molt presents als seus «Cants plàstics». Allí fou molt admirada per la família reial egípcia i també per Mussolini.
Tot i el gran èxit aconseguit a Egipte davant la cort de Fuad I, Grècia fou la culminació de la carrera d'Àurea i la seva gran meta artística; el 1926 va actuar a Grècia, en teatres i temples a l'aire lliure, com el teatre de Dionís a l'Acròpoli d'Atenes, el santuari d'Eleusis, el temple de Posidó, a Súnion, o al temple d'Apol·lo, a Delfos, amb un gran èxit de públic i crítica. Fou allà on forjà una gran amistat amb els poetes Kostís Palamás i Konstandinos Kavafis. Justament, Àurea rebé, ensems amb Kavafis, l'Orde del Fènix de mans del cap d'Estat grec, Theodoros Pangalos i rebé excel·lents crítiques de la premsa grega, a part de la intel·lectualitat grega.

### Retorn (1927-1932)
Retornà el 1927 a Catalunya, on li foren organitzats festivals al Teatre Grec de Montjuïc, a Barcelona, i també a l'Arc de Berà i organitzà a les Galeries Laietanes una exposició dels vestits que havia lluït pels escenaris de mig món.
Un cop tornada a Catalunya va fer una gira per tot Catalunya –Figueres, Sant Feliu de Guíxols, Palafrugell, Girona, Barcelona, Reus...– i també Madrid. Rebé el suport econòmic i intel·lectual de la Fundació Bernat Metge i de bona part del Noucentisme català, com Carles Rahola, Joan Estelrich o Pere Bosch i Gimpera. Però fou ridiculitzada per altres, com els firmants del famós Manifest groc publicat el 1928, entre els quals hi havia Salvador Dalí i Sebastià Gasch, que la titllaren d'amoral, frívola, passada de moda i «mal artístic de Catalunya». Josep M. de Sagarra va criticar-la i la feu aparèixer a Vida privada amb el nom fictici de Níobe Casas.
Havia contret una gran amistat amb l'escultor Josep Clarà, i d'altres intel·lectuals, dels quals va rebre un homenatge a la Maison Dorée de Barcelona el 28 de febrer de 1928. El 1929 va participar en els actes del IV Congrés Internacional d'Arqueologia. La seva darrera gran actuació fou al Teatre Grec de Barcelona, on, el 1930, amb l'escriptor Ambrosi Carrion, es va fer un monogràfic dedicat a ella. Al 1932 va participar com a recitadora en l'estrena de Medea, de Joan Manen, amb textos d'Ambrosi Carrion, al Palau de la Música. Després d'això, es va retirar gairebé del tot, i tan sols oferí com a rapsoda espòradics recitals de poesia.

### Soledat (1932-1974)
Després de 1932 les aparicions d'Àurea Sarrà es feren cada cop més escadusseres fins que desaparegueren. El seu casament amb el crític d'art madrileny José Francés –amb qui tingué un fill, Alberto Francés i Serra(Wiesbaden, 1922 - Madrid, 2012–deturà finalment la seva activitat i es dedicà a una jubilació de records a la finca d'Arenys d'Empordà, ensems amb el seu marit.
Mori a Arenys el 1974 i fou enterrada vora la seva casa; a la tomba, l'epitafi diu Domus Aurea: la casa d'Àurea.